# Campo (Colorado)
Campo é uma cidade  localizada no estado americano de Colorado, no Condado de Baca.

## Demografia
Segundo o censo americano de 2000, a sua população era de 150 habitantes.
Em 2006, foi estimada uma população de 133, um decréscimo de 17 (-11.3%).

## Geografia
De acordo com o United States Census Bureau tem uma área de
0,4 km², dos quais 0,4 km² cobertos por terra e 0,0 km² cobertos por água.

## Localidades na vizinhança
O diagrama seguinte representa as localidades num raio de 48 km ao redor de Campo.